# Wolfgang Barton
Wolfgang Barton (* 4. Juni 1932 in Breslau; † 3. Mai 2012 in Erfurt) war ein deutscher Maler und Grafiker.

## Leben und Werk
Die Familie Wolfgang Bartons flüchtete 1945 aus Breslau, wohin sie nach Kriegsende zurückkehrte, ehe sie 1946 als Heimatvertriebene nach Helfta kam. Barton studierte von 1953 bis 1958 Kunst und Werkerziehung bei Herbert Wegehaupt an der Ernst-Moritz-Arndt-Universität Greifswald und von 1961 bis 1964 Gebrauchsgrafik bei Walter Funkat und Lothar Zitzmann an der Hochschule für industrielle Formgestaltung Burg Giebichenstein in Halle/Saale.
Danach arbeitete er als freischaffender Maler und Grafiker in Halle und ab 1995 in Erfurt. Neben der freien künstlerischen Arbeit schuf Barton insbesondere in den 70er und 80er Jahren als Auftragswerke viele Arbeiten zur künstlerischen Ausgestaltung u. a. von öffentlichen Einrichtungen, Schulen, Kindergärten, Sozialeinrichtungen und in Produktionsbetrieben. Dabei benutzte er diverse Materialien wie Putzkeramik, Industrie-Email, Glasapplikationen, Holz und Metall. Für die 1994 erfolgte Sanierung des Meisterhauses Feininger in Dessau wurde Barton zur Farbgebung konsultiert. In den 60er Jahren hatte Barton an der Volkshochschule Halle einen Lehrauftrag für berufsbegleitende Qualifizierung im künstlerischen Gestalten.
Barton war bis 1990 Mitglied des Verbands Bildender Künstler der DDR.  Er unterhielt Künstlerfreundschaften u. a. zu Fotis Zaprasis und Gerhard Schwarz.
Werke Bartons befinden sich u. a. im Bestand des Angermuseum Erfurt, der Stiftung Moritzburg, Halle/Saale, des Otto-Dix-Hauses Gera, des Bauhaus-Museums Weimar und der Lyonel-Feininger-Galerie, Quedlinburg.
Barton lebte in einer Partnerschaft mit Lenore Kahler, die dem Bauhaus-Museum nach seinem Ableben 20 seiner Arbeiten schenkte.

## Rezeption
Bartons „Prinzip ist die Reduktion auf das Wesentliche, auf den allen Erscheinungen eigenen ästhetischen Kern, auf ihren harmonischen Zustand.“
„Wolfgang Bartons Bildschöpfungen strahlen einen Klangreichtum aus, der sich zum Schönen bekennt, zum Wohltemperierten, zu fugenhafter Klarheit und ausponderierter Chromatik der Farben. Ganz im musikalischen Sinne komponiert der Maler schwere Farbakkorde und zarteste Farbtöne, die sich in harmonischer Verschmelzung von Farbflächen und filigranen Linien zu einem Ganzen zusammenfügen.“

## Werke (Auswahl)
- Buna (Aquarell, 1977)[3]
- Wendelstein (Aquarell, 1980)[4]
- Blau-Orange (Collage, 1998)[4]
- Stadtrand (Tafelbild, Öl, 1998)[4]
- Baltische Etüde II (Tafelbild, 2000; im Bestand des Angermuseums Erfurt)[5]

## Ausstellungen (unvollständig)

### Einzelausstellungen
- 1989 und 1992: Halle, Staatliche Galerie Moritzburg (Malerei und Arbeiten auf Papier)
- 2003: Potsdam, Ticket-Galerie („Notenblätter und Flächenkompositionen“)
- 2003, 2014 und 2017/2018: Erfurt, Bilderhaus Krämerbrücke
- 2009: Zella-Mehlis, Bürgerhaus
- 2010: Erfurt, Haus Dacheröden
- 2011: Galerie Hebecker
- 2012: Quedlinburg, Lyonel-Feininger-Galerie
- 2015: Gernrode, Galerie Haus Sonnenschein
- 2017: Weimar, Bauhaus-Museum

### Ausstellungsbeteiligungen
- 1969, 1974 und 1979: Halle, Bezirkskunstausstellungen
- 1977/1978: Dresden, VIII. Kunstausstellung der DDR
- 1979: Berlin, Altes Museum („Jugend in der Kunst“)
- 1984: Halle („Funkat und seine Schüler“)